# Казарин, Владимир Семёнович
Влади́мир Семёнович Каза́рин (род. 4 декабря 1952, Нижний Тагил, Свердловская область, РСФСР, СССР) — советский и российский тренер по лёгкой атлетике, специалист по бегу на короткие дистанции. Осуществляет тренерскую деятельность начиная с 1982 года, работал тренером в свердловском областном совете ФСО «Динамо», свердловской Школе-интернате спортивного профиля, нижнетагильском легкоатлетическом клубе «Спутник». Заслуженный тренер России по лёгкой атлетике.

## Биография
Родился 4 декабря 1952 года в городе Нижнем Тагиле Свердловской области. Впервые пришёл в секцию лёгкой атлетики в возрасте шестнадцати лет. После окончания школы в период 1969—1972 годов проходил обучение в Нижнетагильском горно-металлургическом техникуме имени Е. А. и М. Е. Черепановых, где состоял в бюро комсомольской организации и продолжал заниматься спортом. Затем трудоустроился рабочим в Центральной легкоатлетической специализированной спортивной школе им. Братьев Знаменских в Москве.
В 1972—1974 годах проходил срочную службу в рядах Вооружённых Сил СССР, находился в расположении центрального батальона Военно-воздушной академии имени Ю. А. Гагарина — во время службы регулярно участвовал в легкоатлетических соревнованиях республиканского и всесоюзного значения, в армии выполнил норматив мастера спорта СССР по лёгкой атлетике.
После демобилизации в 1974 году переехал на постоянное жительство в Свердловск, состоял учебным мастером кафедры общей физики в Свердловском государственном педагогическом институте (ныне Уральский государственный педагогический университет), обучался на факультете физической культуры, в 1979 году окончил это учебное заведение. Будучи студентом, продолжал выступать на республиканских и всесоюзных соревнованиях, входил в состав сборных команд всероссийского и областного советов добровольного спортивного общества «Буревестник», побеждал и попадал в число призёров на соревнованиях центрального совета спортобщества. Получив диплом СГПИ, остался в институте в качестве ассистента кафедры спортивных дисциплин, одновременно с этим начал осуществлять тренерскую деятельность, работал тренером в институтской легкоатлетической команде.
В 1982 году Казарин получил должность тренера-преподавателя в свердловском областном совете физкультурно-спортивного общества «Динамо». В течение шести лет работы подготовил здесь множество спортсменов-разрядников и пятерых мастеров спорта, в том числе его ученица Н. Соловьёва выступала в финале Спартакиады народов СССР, а ученица В. Пятченина стала призёркой всероссийского первенства. Начиная с 1988 года тренировал легкоатлетов в свердловской Школе-интернате спортивного профиля, подготовил призёрку чемпионатов Европы и мира Наталью Хрущелёву, которую впоследствии взял в жёны. С 1993 года вновь работал в областном совете ФСО «Динамо», уже в должности старшего тренера. Сотрудничал с нижнетагильским легкоатлетическим клубом «Спутник». В разное время его воспитанницами были такие известные бегуньи как Олеся Красномовец, Мария Савинова, Анна Альминова, Елена Андреева, Ольга Чурбанова, Людмила Бикташева и др. В 1995 году удостоен почётного звания «Заслуженный тренер России».
В 2006 году за большой вклад в развитие лёгкой атлетики и пропаганду здорового образа жизни награждён медалью ордена «За заслуги перед Отечеством» II степени. Награждён медалью МВД «За отличие в службе», орденом Дружбы, нагрудным знаком «Отличник физической культуры и спорта». Признавался лучшим тренером по лёгкой атлетике России (2012), дважды лучший тренер по лёгкой атлетике Свердловской области (2011, 2013). Почётный гражданин города Нижний Тагил (2014).

### Допинговый скандал
В 2015 году Владимир Казарин стал одним из главных фигурантов резонансного допингового скандала, в результате которого была дисквалифицирована вся Всероссийская федерация лёгкой атлетики. В немецком документальном фильме «Секретный допинг: как Россия добивается побед» дисквалифицированная за допинг российская бегунья Юлия Степанова (Русанова) обвинила Казарина в систематическом использовании запрещённых препаратов при подготовке своих спортсменок, в частности по её сведениям тренер поставлял спортсменкам оксанаболон, примоболон, оксандролон, метенолон ацетат и гормоны роста, а также оказывал услуги по скрытию положительных допинг-проб и предупреждал о внезапных проверках на допинг.
Тренировавшиеся в группе Владимира Казарина Мария Савинова и Анна Альминова так же были дисквалифицированы за допинг. Всемирное антидопинговое агентство в своём отчёте рекомендовало пожизненно дисквалифицировать Казарина и двух его учениц Екатерину Поистогову и Анастасию Бездыреву. Сам тренер категорически отвергает все обвинения в свой адрес.